# آنا غالفن
آنا غالفن (بالإنجليزية: Anna Galvin)‏ هي ممثلة أسترالية، ولدت في 19 أكتوبر 1969 في ملبورن في أستراليا.

## أعمال

### أفلام
- (2016) ووركرافت[5]

### مسلسلات
- كان ياما كان
- كايل إكس واي

## وصلات خارجية
- آنا غالفن على موقع IMDb (الإنجليزية)
- آنا غالفن على موقع ألو سيني (الفرنسية)
- آنا غالفن على موقع أول موفي (الإنجليزية)
- آنا غالفن على موقع قاعدة بيانات الفيلم (الإنجليزية)
- آنا غالفن على موقع كينوبويسك (الروسية)